# Bronx Zoo

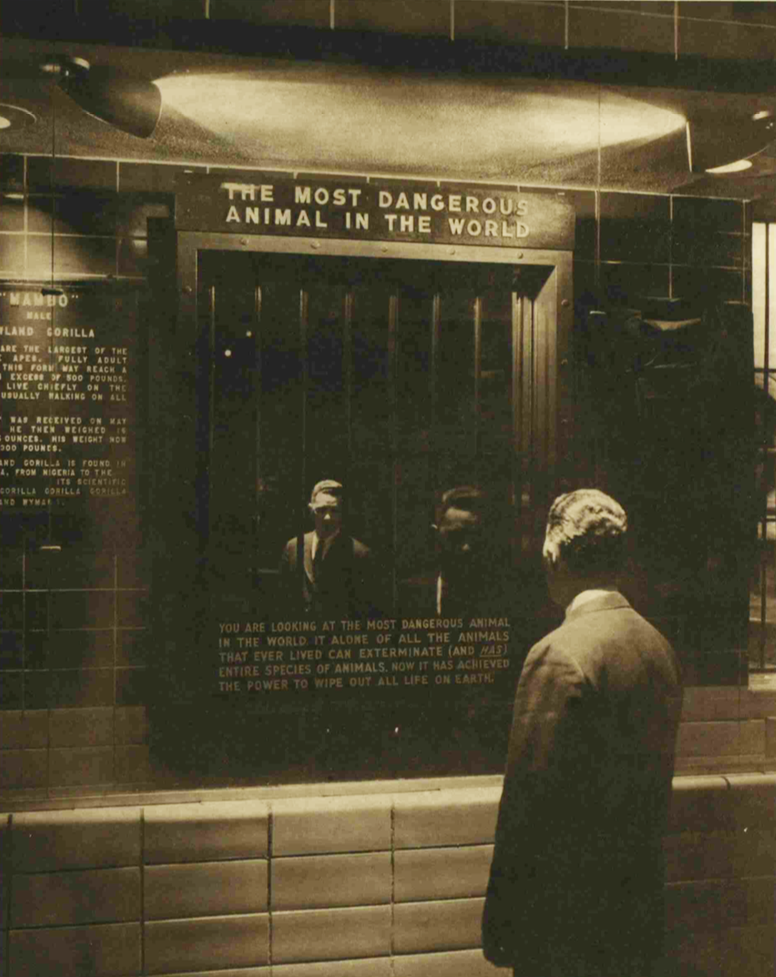
The Most Dangerous Animal in the World, tenstoonstelling in Bronx Zoo, 1963, bestaande uit een spiegel en refererend aan de mens.

De Bronx Zoo is een dierentuin gelegen in het Bronx Park in New York. Het is de grootste stadsdierentuin in de Verenigde Staten en beslaat 107 hectare. De dierentuin ligt ten zuiden van de New York Botanical Garden. In 2006 huisvestte de dierentuin meer dan 4000 dieren, waarvan vele bedreigde diersoorten.

## Geschiedenis van Bronx Zoo
Het land was van de Universiteit van Fordham toen de dierentuin en de New York Botanical Garden er zich op vestigde. Fordham verkocht het voor $1 aan de stad met als voorwaarde dat het lang zou gebruikt worden voor een dierentuin en tuin, dit was om een natuurlijke buffer te maken tussen de campus en de stedelijke expansie die naderde. In de jaren tachtig van de negentiende eeuw kwam de stad met een idee voor het land om er een park van te maken. In de jaren negentig charterde de stad de New York Zoological Society (later hernoemd naar de Wildlife Conservation Society) om een dierentuin op te richten.
De dierentuin opende voor het publiek op 8 november 1899, het park bevatte destijds 843 dieren. Heins & LaFarge ontwierp de originele gebouwen als deel van een serie beaux-arts-paviljoens. 
In het begin van de twintigste eeuw hield de Bronx Zoo de inmiddels uitgestorven buidelwolf. Ook de Berberleeuw, een inmiddels uitgestorven ondersoort van de leeuw, behoorde in deze periode tot de collectie. Tot andere grote zeldzaamheden die in de Bronx Zoo te zien waren, behoren de neusaap, de Sumatraanse neushoorn en het vogelbekdier.

## Beschrijving
Nabij de hoofdingang ligt het Zoo Center. Voorheen werd dit gebouw het Elephant House genoemd en bood het onderdak aan diverse soorten dikhuiden, zoals olifanten, tapirs en neushoorns. Tegenwoordig worden hier de witte neushoorn en diverse soorten varanen gehouden. In het gebied rondom de ingang liggen verder het Mouse House met diverse kleine zoogdieren, World of Reptiles met reptielen en amfibieën, de kinderboerderij, de fazanterie, volières voor roofvogels, Madagascar! met gethematiseerde binnenverblijven voor de fauna van Madagaskar, en het Aquatic Bird House met watervogels en een gebouwdeel met een kiwiverblijf.
Het noordwesten van de Bronx Zoo omvat Afrikaanse themagebieden met Congo Forest (gebouw met verblijven voor onder meer okapi's en westelijke laaglandgorilla's), African Plains (hoefdieren en roofdieren van de savannes) en Baboon Reserve (gemeenschappelijk verblijf voor gelada's, Nubische steenbokken en rotsklipdassen).
In het zuidelijke deel van de dierentuin liggen de Aziatische parkdelen. JungleWorld in het grootste gebouw van de Bronx Zoo en in dit gebouw is een Aziatisch regenwoud nagemaakt met verblijven voor onder meer langoeren, dwergotters, Matschieboomkangoeroes en Maleise tapirs. Wild Asia Monorail is een monorail van 2,6 km lang langs verblijven van Aziatische hoefdieren en slechts een deel van het jaar geopend. De andere twee Aziatische themagebieden zijn Tiger Mountain en Himalayan Highlands met onder meer sneeuwpanters.
In het oosten van de dierentuin ligt een groot verblijf voor prairiebizons. De Bronx Zoo heeft een belangrijke rol gespeeld in het voorkomen van het uitsterven van deze diersoort begin twintigste eeuw. Nabij het bizonverblijf ligt World of Birds, een vogelhuis met twee etages met als grootste zeldzaamheid de hamerhoen. Daarnaast worden hier onder meer paradijsvogels gehouden.